# Džidžichabl'
Džidžichabl' (in lingua russa Джиджихабль) è un centro abitato dell'Adighezia, situato nel Teučežskij rajon. La popolazione era di 741 abitanti al dicembre 2018. Ci sono 8 strade.